# Biston fragilis
Biston fragilis là một loài bướm đêm trong họ Geometridae.